# Ivana Mifková
Ivana Mifková (née Bramborová le 11 avril 1985 à Žiar nad Hronom) est une ancienne joueuse slovaque de volley-ball. Elle mesure 1,82 m et jouait au poste d'attaquante. Elle a totalisé 18 sélections en équipe de Slovaquie.

## Clubs
| Club                  | De        | À         |
| --------------------- | --------- | --------- |
| OMS SH Senica         | 2005-2006 | 2006-2007 |
| TPV Novo Mesto        | 2007-2008 | 2007-2008 |
| VK Prostějov          | 2008-2009 | 2010-2011 |
| Minerva Volley Pavia  | 2011-2012 | 2011-2012 |
| AGIL Volley           | 2012-2013 | 2012-2013 |
| River Volley Piacenza | 2013-2014 | 2013-2014 |
| Olympiakos Le Pirée   | 2014-2015 | 2014-2015 |
| SK UP Olomouc         | fév 2017  | mai 2017  |

## Palmarès
- Championnat de Slovaquie (2)
  - Vainqueur : 2005, 2006.
- Championnat de République tchèque
  - Vainqueur : 2009, 2010, 2011.
- Coupe de République tchèque
  - Vainqueur : 2009, 2010, 2011.
- Championnat d'Italie
  - Vainqueur : 2014.
- Coupe d'Italie
  - Vainqueur : 2014.
- Supercoupe d'Italie
  - Vainqueur : 2013.
- Coupe de Grèce
  - Vainqueur : 2015.